# Pfarrkirche Walterskirchen

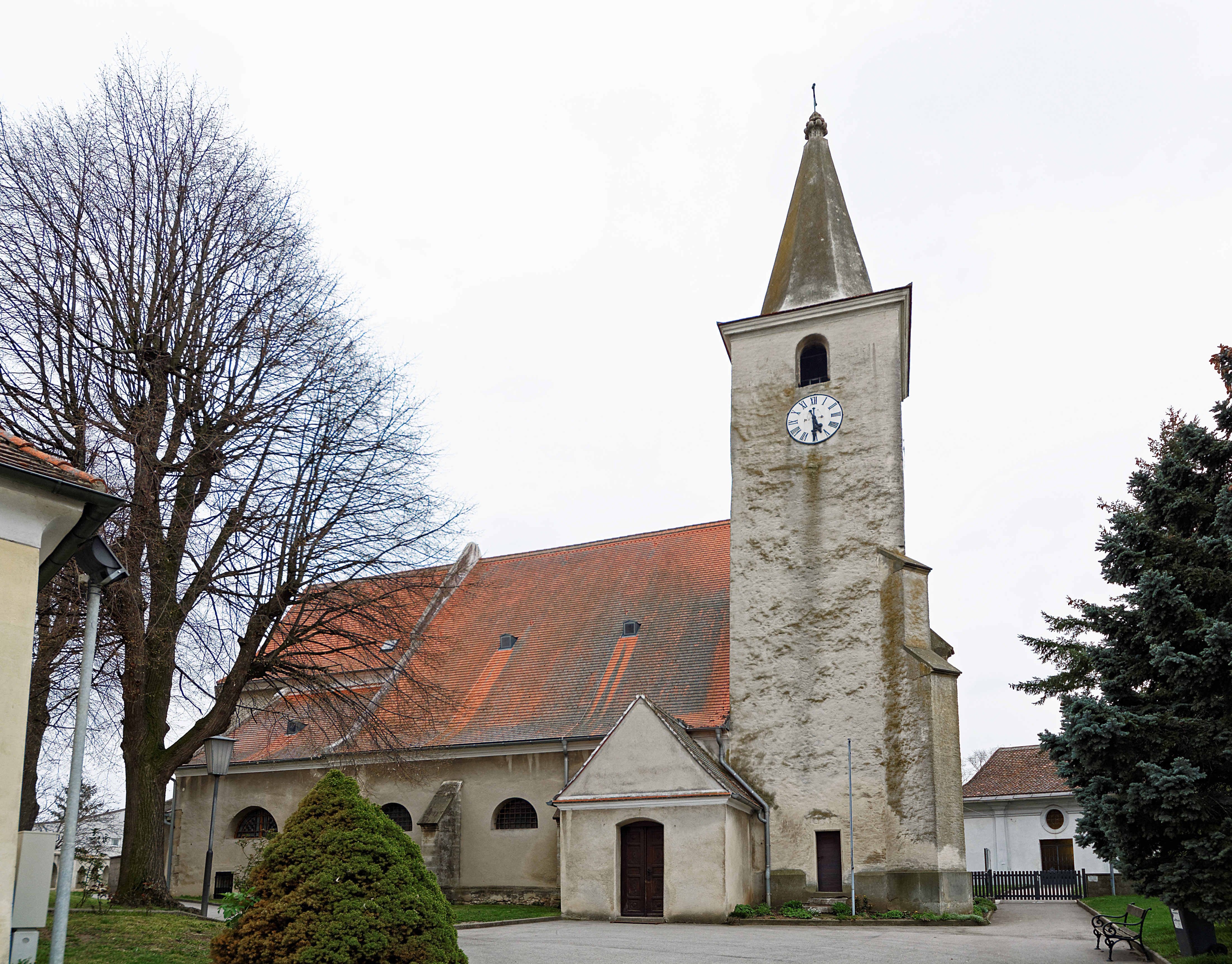
Katholische Pfarrkirche Mariä Verkündigung in Walterskirchen

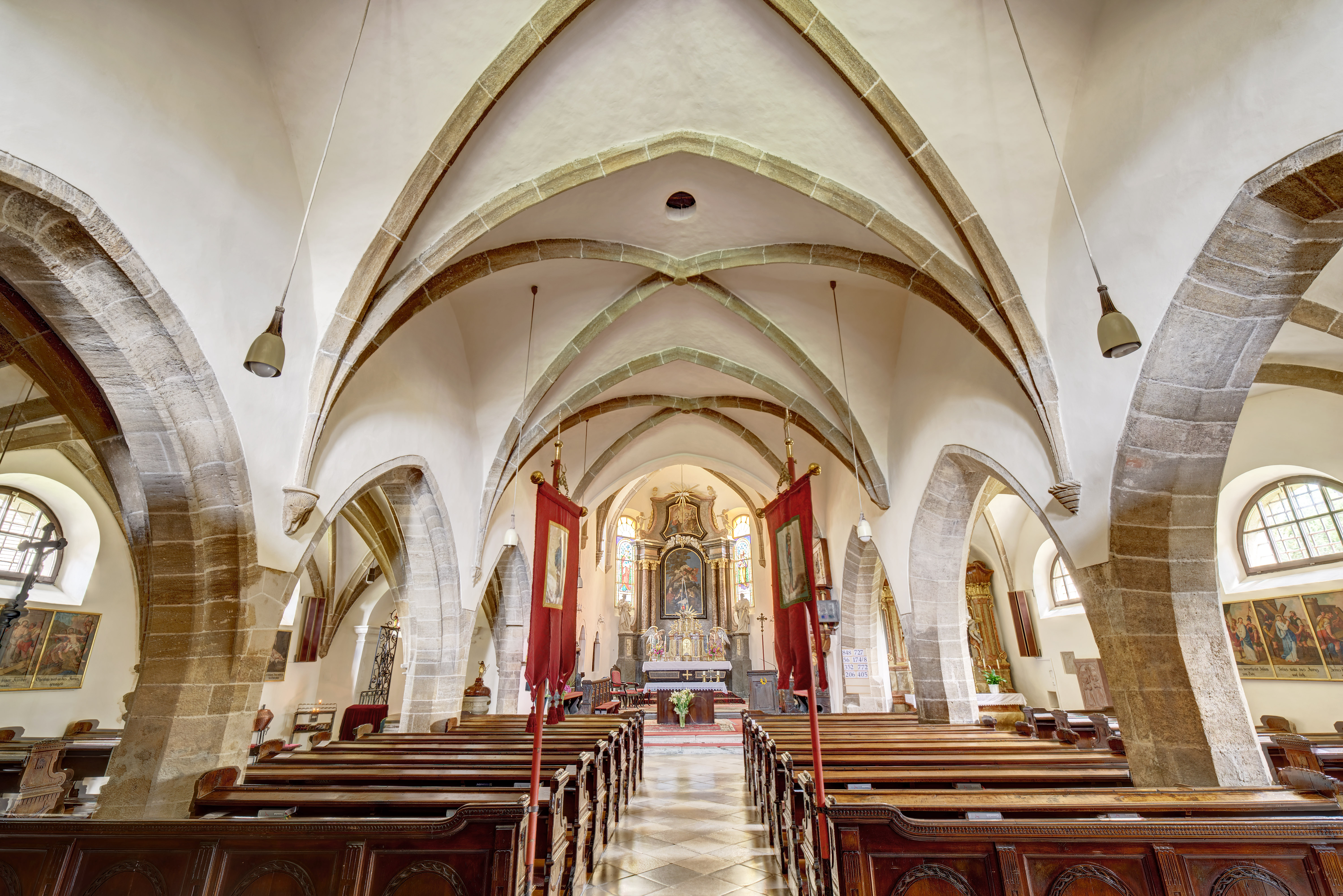
Blick vom Langhaus zum Chor mit dem Hauptaltar

Die römisch-katholische Pfarrkirche Walterskirchen (Patrozinium: Mariä Verkündigung) befindet sich in der niederösterreichischen Stadtgemeinde Poysdorf. Sie steht zusammen mit dem Friedhof unter Denkmalschutz (Listeneintrag). Kirchenrechtlich gehört das Dekanat Poysdorf und damit auch die Pfarrkirche in Walterskirchen zur Erzdiözese Wien.

## Geschichte
Die Pfarre Walterskirchen wurde vermutlich in der Zeit um 1200 begründet. Im 14. Jahrhundert wird sie erstmals urkundlich erwähnt. Ab 1785 war sie landesfürstlich. Der ursprünglich romanische Bau vom Anfang des 13. Jahrhunderts(?) verfügte vermutlich über ein zweischiffiges Langhaus. Im 14. Jahrhundert wurde der Chor angebaut und das Mittelschiff sowie das südliche Seitenschiff eingewölbt.

## Architektur
Die gotische Staffelhalle mit romanischem Kern, eingezogenem Chor und Nordwestturm ist im Süden und Osten von einem Friedhof und einer barocken Friedhofsmauer umgeben.
Das Langhaus mit gotischen Strebepfeilern und barocken Lünettenfenstern liegt unter einem tief heruntergezogenen Satteldach. An der West- und der Südwand wurden romanisches Mauerwerk und zwei romanische Rundbogenfenster freigelegt. Das westliche der beiden Fenster ist vermauert. Die schlichte Giebelfront hat ein gotisches Spitzbogenportal aus der ersten Hälfte des 14. Jahrhunderts, flankiert von zwei hoch aufragenden Strebepfeilern. Nördlich davon steht der leicht vorgezogene Kirchturm aus dem 15. Jahrhundert mit Schallfenstern und einem spitzen, oktogonalen Steinhelm des 19. Jahrhunderts. Der Chor mit polygonalem Schluss aus der ersten Hälfte des 14. Jahrhunderts hat Strebepfeiler und ist von Fenstern durchbrochen, die vermutlich um 1900 innerhalb des gotischen Spitzbogen-Gewändes verkleinert und segmentbogig abgeschlossen wurden. Das östliche dieser Fenster ist vermauert. An beiden Seiten des Chores gibt es Anbauten, die im Kern spätgotisch sind, mit Pultdächern und barocken Lünettenfenstern. Im Süden befindet sich ein vermauertes Portal vom Anfang des 16. Jahrhunderts mit einem verstäbten, schulterbogigen Gewände.
Das dreischiffige Langhaus der Kirche ist im Kern romanisch. Mittelschiff und südliches Seitenschiff haben vier Joche mit einem gotischen Kreuzrippengewölbe, vermutlich vom Ende des 14. Jahrhunderts, auf teils gewirtelten, teils reliefierten Konsolen. Die Plattenschlusssteine sind im östlichen Teil des Seitenschiffs abgeschlagen. Das nördliche Seitenschiff ist dreijochig. Anstelle des ersten Jochs befindet sich das Erdgeschoß des Turms. Das nördliche Seitenschiff hat ein Netzrippengewölbe auf kurzen Anläufen, zum Langhaus hin auf Konsolen, und an der westlichen Seite ein figurales Relief. Das Langhaus ist zu den Seitenschiffen in spitzbogigen Arkaden auf Achtseitpfeilern geöffnet. In der Breite des Mittelschiffs erhebt sich im Westen eine barocke Orgelempore über einem Tonnengewölbe mit Stichkappen. Der zweijochige Chor aus dem 14. Jahrhundert ist leicht eingezogen und nach Südosten hin geknickt. Er hat ein Kreuzrippengewölbe. Dieses Gewölbe ist im Westteil sechsteilig und ruht auf langgezogenen, teilweise gewirtelten Konsolen. Seine Schlusssteine sind mit Sonnen- und Rosettenmotiven verziert. Nördlich des Chores liegt eine kleine, platzlgewölbte, barocke Seitenkapelle, die mit dem Seitenschiff durch einen eingezogenen Rundbogen verbunden ist. Südlich des Chores befindet sich die Sakristei mit einem Platzlgewölbe über Gurtbögen. Im Chor sind Glasmalereien mit Darstellungen der Heiligen Elisabeth und Josef, bezeichnet mit 1905.

## Ausstattung
Der barocke Hochaltar füllt die gesamte Ostwand des Chores aus. Er verfügt über ein Säulenretabel auf hohem Sockel mit geschweiftem Auszug über Gebälk aus der zweiten Hälfte des 18. Jahrhunderts. Das rundbogige Altarblatt mit einer Darstellung der Heiligen Familie und der Verkündigung des Herrn wurde Ende des 17./Anfang des 18. Jahrhunderts geschaffen und wird von Figuren der Heiligen Peter und Paul von Anfang des 18. Jahrhunderts flankiert. Der freistehende, barocke Altartisch mit einem mächtigen, barocken Tabernakelaufbau in Tempiettoform mit adorierenden Engelsfiguren aus dem 19. Jahrhundert stammt aus der zweiten Hälfte des 18. Jahrhunderts. Der rechte, barocke Seitenaltar hat ein pilastergerahmtes Wandretabel aus der Mitte des 18. Jahrhunderts und ein überarbeitetes Altarblatt Anna Maria lesen lehrend. Der Altar in der Nordkapelle verfügt über einen Wandaufbau in klassizistischen Formen vom Ende des 19. Jahrhunderts mit Figuren der Heiligen Maria und Josef. Eine spätgotische Schnitzfigur der thronenden Maria mit Kind wurde Anfang des 15. Jahrhunderts angefertigt. Die Kanzel vom Ende des 18. Jahrhunderts ist mit klassizistischem Dekor verziert. Die Orgel mit einem neugotischen Gehäuse wurden 1858 von Franz Ullmann geschaffen. Zur weiteren Ausstattung zählen die klassizistischen Kirchenbänke, das Chorgestühl und der Beichtstuhl vom Ende des 18. Jahrhunderts, ein steinernes Taufbecken auf Balusterfuß aus derselben Zeit sowie ein marmornes Weihwasserbecken vom Anfang des 16. Jahrhunderts mit einem geometrisch reliefierten Becken. Die Glocken wurden 1630 und 1760 gegossen.

## Grabdenkmäler
Zum Inventar der Kirche gehören zahlreiche Grabsteine. Dazu zählen: im Chor eine rotmarmorne, stark abgetragene Grabplatte mit einem Wappen aus dem 16. Jahrhundert, im nördlichen Seitenschiff eine stark abgetragene, rotmarmorne Wappengrabplatte aus dem 16. Jahrhundert und ein Epitaph für Pfarrer Johannes Neuhold aus dem Jahr 1722 mit Putto- und Trauerfigurreliefs; im südlichen Seitenschiff der 1622 gesetzte Rotmarmorepitaph für Katharina Herpfenburg († 1617) und Margaretha Herpfenburg († 1622) mit Relief und Wappen der Schwestern, ein Grabstein von Franciscus Chat (?), bezeichnet mit 1690, weiters Maria Regina Unmuothin († 1655), Johannes Chonradus († 1655), Mittermaier († 1687) sowie eine weiße Marmorplatte der Maria Sabina Mandellin von 1663.